# VI Alliance
VI Alliance는 벤처캐피탈부터 자산운용, 투자, PE, 핀테크, 미디어까지 다양한 분야를 아우르는 글로벌 금융그룹이다.

## 관계사
- VI Ventures
- VI Asset Management HK
- VI Asset Management Korea 브이아이자산운용
- VI Investment Corporation 브이아이금융투자
- HAPing(NGO)